# Фінал кубка Німеччини з футболу 1959
Фінал Кубка Німеччини з футболу 1959 — фінальний матч розіграшу кубка Німеччини сезону 1959 відбувся 27 грудня 1959 року. У поєдинку зустрілися ессенський «Шварц-Вайс» та нойкірхенська «Боруссія». Перемогу з рахунком 5:2 здобув «Шварц-Вайс».
| Володар Кубка Німеччини 1959      |
| --------------------------------- |
|                                   |
| «Шварц-Вайс» (Ессен) Перший титул |

## Учасники
| Клуб         | Участей | Роки (жирним виділено перемоги) |
| ------------ | ------- | ------------------------------- |
| «Шварц-Вайс» | дебют   | дебют                           |
| «Боруссія»   | дебют   | дебют                           |

## Шлях до фіналу
| Раунд                                                   | Противник     | Рахунок |
| ------------------------------------------------------- | ------------- | ------- |
| Кваліфікаційний раунд                                   | «Герта» (Г)   | 6–3     |
| 1/2                                                     | «Гамбург» (Г) | 2–1 дч  |
| (Д) = Вдома; (Г) = У гостях; (Н) = На нейтральному полі |               |         |

| Раунд                                                   | Противник | Рахунок |
| ------------------------------------------------------- | --------- | ------- |
| Кваліфікаційний раунд                                   | -         | -       |
| 1/2                                                     | «Мангайм» | 2–1 (Д) |
| (Д) = Вдома; (Г) = У гостях; (Н) = На нейтральному полі |           |         |

## Матч

### Деталі
| 27 грудня 1959 13:45 (CET) |

| Шварц-Вайс (Ессен)                                 | 5:2      | Боруссія (Нойнкірхен)            |
| -------------------------------------------------- | -------- | -------------------------------- |
| Руммель 25', 50' Клекнер 66' Трімхольд 70' Шит 80' | Протокол | Емсер 86' (пен.) Дерренбахер 87' |

| Ауештадіон, Кассель Глядачів: 20 000 Арбітр: Герхард Шуленбург |

|  |  |

| В                |  | Германн Мерхель     |
| З                |  | Герт Піпс           |
| З                |  | Карл-Гайнц Моцін    |
| ПЗ               |  | Гайнц Інгенболд     |
| ПЗ               |  | Еде Касперський (к) |
| ПЗ               |  | Гайнц Штайнманн     |
| Н                |  | Тео Клекнер         |
| Н                |  | Ганс Кюпперс        |
| Н                |  | Манфред Руммель     |
| Н                |  | Губерт Шит          |
| Н                |  | Горст Трімхольд     |
| Головний тренер: |  |                     |
| Ганс Вендландт   |  |                     |

| В                |  | Ладислав Їрасек  |
| З                |  | Ганс Шраєр       |
| З                |  | Йозеф Фріш       |
| ПЗ               |  | Дітер Гаріг      |
| ПЗ               |  | Герд Лаук        |
| ПЗ               |  | Еріх Лайст       |
| Н                |  | Карл Рінгель     |
| Н                |  | Руді Дерренбахер |
| Н                |  | Вернер Емсер (к) |
| Н                |  | Горст Мойрер     |
| Н                |  | Евальд Фолльман  |
| Головний тренер: |  |                  |
| Бернд Олес       |  |                  |